# Kanton Aniche
Kanton Aniche (francouzsky Canton d'Aniche) je francouzský kanton v departementu Nord v regionu Hauts-de-France. Tvoří ho 26 obcí. Zřízen byl v roce 2015.

## Obce kantonu
| - Aniche - Arleux - Auberchicourt - Aubigny-au-Bac - Brunémont - Bugnicourt - Cantin - Dechy - Écaillon - Erchin - Estrées - Féchain - Férin | - Fressain - Gœulzin - Guesnain - Hamel - Lécluse - Lewarde - Loffre - Marcq-en-Ostrevent - Masny - Monchecourt - Montigny-en-Ostrevent - Roucourt - Villers-au-Tertre |